# Lusigliè
Lusigliè (Lusiè in piemontese) è un comune italiano di 553 abitanti della città metropolitana di Torino in Piemonte. Situato nell'Alto Canavese, prima della costituzione della provincia torinese faceva invece parte della provincia di Aosta.

## Geografia fisica

### Territorio
Lusigliè si trova a circa 30 chilometri a nord da Torino e a 23 chilometri da Ivrea ed è posto interamente nella pianura alluvionale del torrente Orco; all'interno del suo territorio racchiude una serie di canaletti irrigui alimentati da tale torrente. 
Il territorio è caratterizzato dalla pianura alluvionale del torrente Orco, la quale si è formata a partire dalla sedimentazione del materiale trasportato dai vari torrenti d'acqua che attraversano l'area (il torrente Orco, la Malesina e la Valassa).

### Clima
Come gli altri paesi del Canavese, Lusigliè, secondo la classificazione dei climi di Köppen, appartiene alla fascia Cfa (clima temperato, caratterizzato da estate molto calda ed inverni freddi ed asciutti). Le nevicate non sono infrequenti: al contrario, alcuni inverni hanno portato abbondanti nevicate sul paese (ad esempio, durante l'inverno 2008/2009 sono stati caduti complessivamente 75 cm di neve). Inoltre, non è raro raggiungere temperature molto minori di 0 °C (l'inverno 2009-2010 ha portato a picchi di -15/-20 °C).
L'area geografica è talvolta soggetta a rischio idrogeologico (alluvioni): si ricordano, in particolare, le alluvioni del 1994 (durante la quale è crollato il ponte tra Feletto e Lusigliè) e del 2002.
La stazione meteorologica più vicina è quella di Castellamonte (dalla quale dista 9,1 km). In base alla media trentennale di riferimento 1961-1990, la temperatura media del mese più freddo, gennaio, si attesta a +1,7 °C; quella del mese più caldo, luglio, è di +22,3 °C.
| CASTELLAMONTE      | Mesi | Mesi | Mesi | Mesi | Mesi | Mesi | Mesi | Mesi | Mesi | Mesi | Mesi | Mesi | Stagioni | Stagioni | Stagioni | Stagioni | Anno |
| CASTELLAMONTE      | Gen  | Feb  | Mar  | Apr  | Mag  | Giu  | Lug  | Ago  | Set  | Ott  | Nov  | Dic  | Inv      | Pri      | Est      | Aut      | Anno |
| ------------------ | ---- | ---- | ---- | ---- | ---- | ---- | ---- | ---- | ---- | ---- | ---- | ---- | -------- | -------- | -------- | -------- | ---- |
| T. max. media (°C) | 6,7  | 9,5  | 11,3 | 15,3 | 21,5 | 26,2 | 28,9 | 28,0 | 24,1 | 17,7 | 11,9 | 7,8  | 8,0      | 16,0     | 27,7     | 17,9     | 17,4 |
| T. min. media (°C) | −3,3 | −1,3 | 0,3  | 6,2  | 10,0 | 13,6 | 15,7 | 15,4 | 12,3 | 7,3  | 1,8  | −1,7 | −2,1     | 5,5      | 14,9     | 7,1      | 6,4  |

- Classificazione climatica di Lusigliè[5]:
  - Zona climatica E;
  - Gradi giorno 2661.

### Sismicità
Il 30 settembre 2011, su proposta dell'assessore all'urbanistica Ugo Cavallera, è avvenuta una riclassificazione dei comuni piemontesi; in particolare, Lusigliè, che precedentemente a tale data era considerata zona non sismica, è stata classificata come zona 4 (a sismicità molto bassa); vedi http://www.edilportale.com/news/2011/02/normativa/piemonte-da-settembre-2011-la-nuova-classificazione-sismica_21574_15.html.

## Origini del nome
Vi sono varie teorie alla base dell'origine del toponimo. Esso, nella doppia versione, Lusiniacum o Lusignacum, svelerebbe l'origine antichissima del borgo: il suffisso -acum deriva dalla cultura celtica o celto-ligure che anticamente si stabilì in quest'area. La latinizzazione posteriore del toponimo proverebbe, anche, la discreta importanza del luogo all'epoca della romanizzazione (si rinvengono infatti tracce di centuriazione della zona).
Il nome Lusiniacum potrebbe derivare da Luce di Agliè: anticamente, infatti, Agliè veniva chiamato Macuniacum, dunque, per ellissi, potrebbe essere nato il termine Lux-niacum. 
Altra possibile origine del nome è il verbo latino Lugere (ovverosia piangere), a causa dei danni provocati dalle numerose alluvioni dovute alle esondazioni del torrente Orco.
Il primo documento nel quale vi è traccia del toponimo risale al 1019 (si veda la sezione relativa al periodo medioevale).

## Storia

### Dalle origini alla conquista romana
I primi abitanti del luogo si ritiene siano stati i Ligures, tribù celtiche che colonizzarono buona parte del Piemonte, stanziandosi prevalentemente a nord di Torino. Successivamente tali tribù si sono integrate con altre popolazioni, sempre celtiche, scese dal Nord Europa: i principali gruppi etnici celtici piemontesi sono i Victimuli (Biella), i Salassi (Salassa) ed i Taurini (Torino).
Tali tribù vennero sottomesse dai Romani nel 220 a.C., quando questi conquistarono il Piemonte. L'archeologo Plinio Fraccaro ha rinvenuto le tracce della centuriazione, a dimostrazione della discreta importanza rivestita da Lusigliè come castrum romano. Inoltre, numerose sono le tombe e i manufatti che il Bertolotti ha rinvenuto nei dintorni, in quelle che è solito chiamare "Passeggiate nel Canavese",

### Età medioevale
Le tracce archivistiche su Lusiniacum risalgono all'XI secolo. Il primo documento in cui si fa cenno esplicito al paese è un diploma di Ottone Guglielmo, figlio di Adalberto II, marchese di Ivrea: costui si è rifugiato in Borgogna dalla città di Porto ed ha donato, nel 1019, alla Badìa di Fruttuaria tutti i possedimenti non ancora confiscati dalla Camera Imperiale e di cui disponeva in Italia.
In seguito, sono stati nominati feudatarie del luogo importanti famiglie, tra le quali i vescovi di Ivrea e, successivamente, i conti di Biandrate di San Giorgio.
Intorno al XIV secolo il borgo è al centro di violente dispute territoriali: prima i Biandrate si contrappongono ai marchesi del Monferrato (i quali li osteggiavano per il controllo di buona parte del Canavese), in seguito sia Feletto che San Giorgio cercarono di sottomettere la città che dovette patire varie scorrerie e devastazioni.
Sul finire del Trecento Lusigliè ottenne statuti propri. Dopo le contese territoriali, con la pace di Cherasco del 1631, il paese diventa terra sabauda e la giurisdizione passa direttamente ai Savoia.

### Età moderna
Il borgo viene devastato dalla discesa dei francesi, nel Settecento, in occasione della guerra di successione spagnola (1701 - 1713/1714): essi, venuti ad assediare Torino, devastarono il castello dei Biandrate, difeso da alte mura e dotato di un ponte levatoio a mezzogiorno calato su una profonda fossa difensiva. Successivamente, il governo francese vendette tale castello ad un capomastro, muratore locale, il quale lo smantellò per ricavarne materiali; ciò che rimaneva della fortificazione venne raso al suolo agli inizi dell'Ottocento, mentre i terreni vennero venduti.

### Età contemporanea
Lusigliè, in seguito al Regio Decreto n. 1 del 2 gennaio 1927, venne a far parte della Provincia di Aosta, così come molti altri comuni del Canavese (tra cui la stessa Ivrea). Dopo la fine della seconda guerra mondiale, però, tutto il Canavese venne attribuito alla Provincia di Torino e la ex Provincia di Aosta venne abolita.

### Simboli
Lo stemma è stato concesso con regio decreto del 20 ottobre 1930.
Il gonfalone è un drappo di rosso.

## Monumenti e luoghi d'interesse
Parrocchiale di San Giorgio

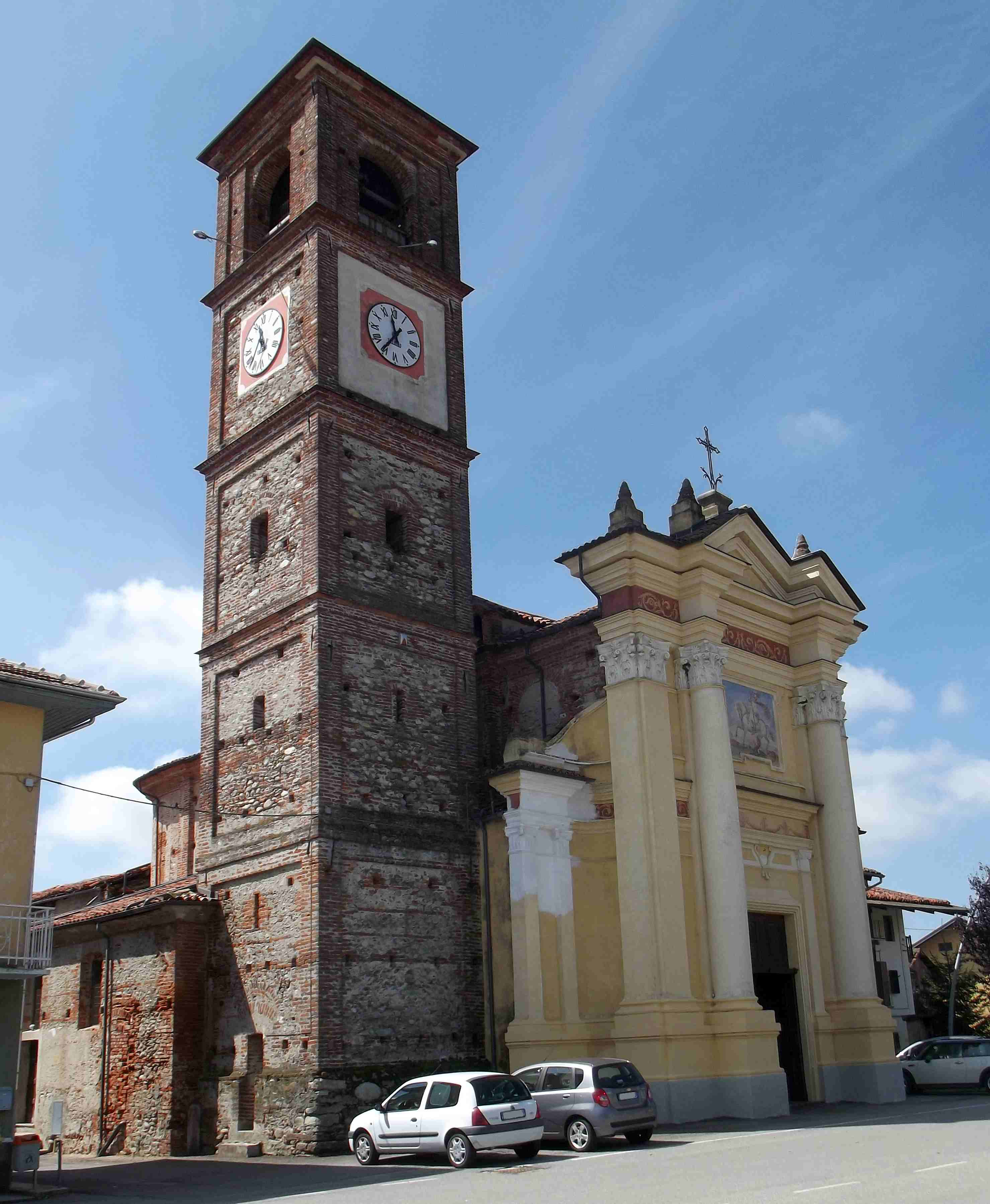
La chiesa parrocchiale

Anticamente dipendente dalla pieve di Ozegna, dal 1368 incominciava ad essere sottoposta all'autorità del vescovo di Ivrea, a cui paga la decima. La struttura attuale è ottocentesca. Vi si conservano alcuni manufatti di pregio, come il calice seicentesco di un anonimo Comes de Castro.
Antichi lavatoi
Sul territorio comunale sono presenti lavatoi utilizzati nei tempi antichi, edifici molto caratteristici.

## Società

### Evoluzione demografica
Lusigliè, secondo i dati del censimento effettuato nel 2001, conta 536 abitanti (264 maschi e 272 femmine), per un totale di 233 famiglie e 236 abitazioni, e presenta una densità di 104.9 abitanti per km². Vi è un trend che mostra una crescita progressiva della popolazione del paese. Riguardo alla composizione etnica del paese, quasi tutti gli abitanti sono oriundi italiani, benché vi siano minoranze (pari a circa il 3% della popolazione totale) di origine straniera, perlopiù provenienti da Romania e Marocco. Lusigliè ospita anche una madrassa araba.
Abitanti censiti

### Curiosità
A causa della sua origine alluvionale, il terreno di Lusigliè risulta essere naturalmente carente di iodio, elemento chimico necessario per la sintesi degli ormoni tiroidei tiroxina e triiodotironina: a causa di ciò, fino al XIX secolo, molti abitanti del luogo sviluppavano il cosiddetto "gozzo endemico".
 
I bassi livelli di tiroxina e triiodotironina stimolano l'ipofisi a rilasciare l'ormone tireostimolante o TSH (thyroid stimulating hormone) il quale normalmente ha la funzione di stimolare la produzione di tiroxina e triiodotiroxina, mentre in assenza di iodio causa la crescita smodata della ghiandola tiroidea come meccanismo di compensazione.
 Per questo motivo gli abitanti di Lusigliè, Ciconio ed Ozegna erano anticamente soprannominati "gavasun", ovvero "gozzuti", come testimonia persino lo storico Bertolotti nelle sue "Passeggiate canavesane". Con l'obbligo di iodare il sale, il problema si è risolto e tale patologia è scomparsa dal Canavese.

## Economia
Lusigliè si basa su un'economia quasi esclusivamente agricola (fino al 1900, tale località rappresentava un centro totalmente agricolo) incentrata sulla coltivazione del mais. Sul territorio comunale sono presenti alcune piccole aziende di natura artigianale (tra le quali una conceria) ed un'industria metalmeccanica (le "Officine Meccaniche Giordano", dedite alla produzione di materiale automobilistico). Sempre nel territorio comunale è dislocato un laghetto artificiale dedicato alla pesca sportiva.

## Infrastrutture e trasporti
Per quanto riguarda i trasporti, il paese dista 3 km dalla ferrovia di Feletto e 5 km dal casello di San Giorgio dell'autostrada Torino-Aosta.

## Amministrazione

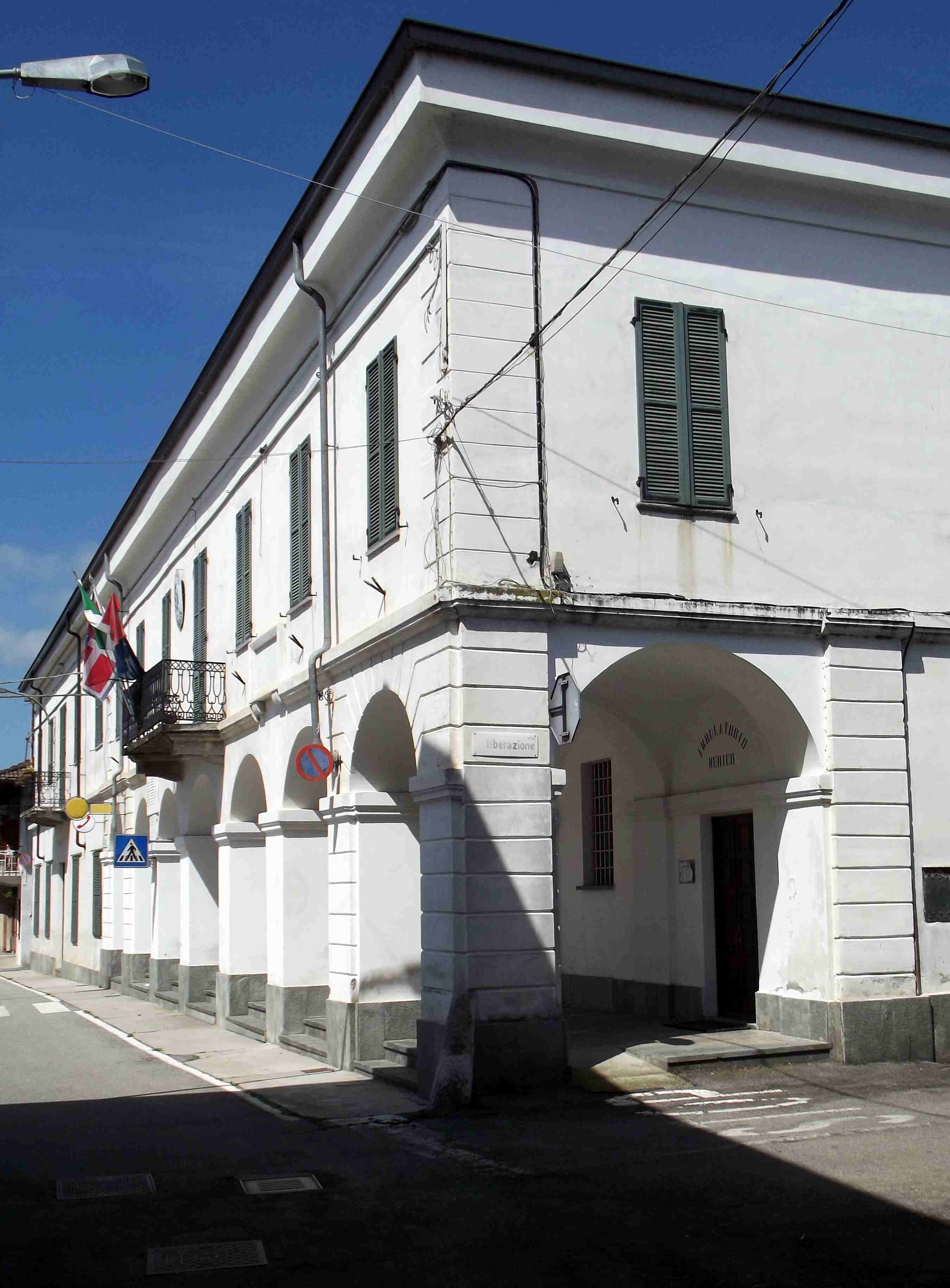
Il municipio

| Periodo | Periodo   | Primo cittadino  | Partito      | Carica  | Note |
| ------- | --------- | ---------------- | ------------ | ------- | ---- |
| 2004    | 2009      | Ezio Toscana     | lista civica | Sindaco |      |
| 2009    | 2011      | Giovanni Caretto | lista civica | Sindaco |      |
| 2011    | 2016      | Angelo Marasca   | lista civica | Sindaco |      |
| 2016    | 2021      | Angelo Marasca   | lista civica | Sindaco |      |
| 2021    | in carica | Angelo Marasca   | lista civica | Sindaco |      |